# 塞内加尔国旗
塞內加爾國旗是一面由綠、黃、紅三條直條組成的三色旗，中間有一顆綠色五角星，1960年8月20日启用。

## 国旗含义
绿、黄、红自古以来是传统的泛非颜色。绿色象征农业、植物和森林；黄色象征丰富的自然资源；红色象征为独立自由而斗争的战士鲜血。绿色五角星象征非洲的自由。

## 历史沿革
法国殖民当局一直禁止殖民地使用自己独特的殖民地旗帜，因为他们担心这样会增加民族主义情绪并导致要求独立。随着非殖民化运动的兴起，法国不得不向塞内加尔提供有限的自治权，作为法兰西共同体内的一个自治国家，塞内加尔于1958年7月采用了一面绿底黄星旗。
1959年4月4日，塞内加尔与法属苏丹（即现在的马里）合并，结成马里联邦，采用了一面图案为绿、黄、红垂直三色旗，国旗中心绘有黑人形状风格描绘（当地称为kanaga）。及后马里联邦于1960年6月20日从法国独立。
由于内部分歧，马里联邦于同年8月20日解体，塞内加尔共和国宣布独立。塞内加尔新国旗保留了原马里联邦的国旗的整体样式，唯一的变化是用绿色五角星代替kanaga人形图案。

## 類似國旗
- 几内亚
- 喀麦隆

因历史上同属马里联邦，故塞内加尔国旗易同马里国旗混淆，两国旗均为自左至右绿、黄、红三色竖条，区别是塞内加尔国旗中间有一颗绿五角星，而马里国旗则是纯三色旗。